# Touffreville-la-Corbeline
Touffreville-la-Corbeline település Franciaországban, Seine-Maritime megyében. Lakosainak száma 839 fő (2022. január 1.). Touffreville-la-Corbeline Auzebosc, Croix-Mare, Louvetot, Saint-Clair-sur-les-Monts, Yvetot, Rives-en-Seine és Saint-Martin-de-l'If községekkel határos.

## Népesség
A település népessége az elmúlt években az alábbi módon változott:
| Lakosok száma | 808  | 810  | 832  | 826  | 834  | 838  | 835  | 837  | 839  |
|               | 2013 | 2015 | 2016 | 2017 | 2018 | 2019 | 2020 | 2021 | 2022 |